# Міжселенна територія Комсомольського району
Міжселенна територія Комсомольського району (рос. Межселенная территория Комсомольского района) — муніципальне утворення у складі Комсомольського району Хабаровського краю, Росія.
Згідно із федеральними законами територія напряму підпорядковується районній владі.
Населення міжселенної території становить 9 осіб (2019; 22 у 2010, 49 у 2002).
Станом на 2002 рік село Бичі перебувало у складі Верхньотамбовської сільської адміністрації, селище Почепта — у складі Гурської селищної адміністрації, селищу Удомі — у складі Кенайської сільської адміністрації, селища Ельдіган, Мачтовий, Октябрський — у складі Селіхінської сільської адміністрації. Селище Удомі було ліквідоване 2011 року.

## Склад
До складу сільського поселення входить:
| Населений пункт     | Населення, осіб (2002) | Населення, осіб (2010) |
| ------------------- | ---------------------- | ---------------------- |
| Бичі, село          | 3                      | 4                      |
| Ельдіган, селище    | 13                     | 9                      |
| Мачтовий, селище    | 11                     | 3                      |
| Октябрський, селище | 14                     | 2                      |
| Почепта, селище     | 5                      | 2                      |
| Удомі, селище       | 3                      | 2                      |